# Václav Vilhelm
Václav Vilhelm (12. července 1925 Louny – 5. května 2011) byl český matematik.

## Život
Václav Vilhelm absolvoval reálné gymnázium v Lounech. Po maturitě v roce 1944 byl přikázán na práce v Moravské Ostravě, později pak v Rakovníku. Po válce se zapsal na Přírodovědeckou fakultu Univerzity Karlovy ke studiu matematiky a deskriptivní geometrie. Po ukončení studia pracoval jako asistent v Ústavu deskriptivní geometrie a stereotomie při Vysoké škole inženýrského stavitelství ČVUT v Praze. V roce 1951 byl jedním z aspirantů nově založeného Matematického ústavu Československé akademie věd. Doktorem přírodních věd byl promován na Přírodovědecké fakultě v Praze. Od roku 1954 se vrátil na techniku a stal se členem katedry matematiky a deskriptivní geometrie, kterou v té době vedl František Vyčichlo. Zde se habilitoval a k 1. říjnu 1957 byl ustanoven docentem matematiky. V roce 1956 předložil kandidátskou práci a získal vědeckou hodnost kandidáta fyzikálně matematických věd.